# Currarino-Syndrom
Das Currarino-Syndrom oder Currarino-Triade ist eine angeborene Fehlbildung mit anorektaler, sakraler Fehlbildung und präsakraler Raumforderung, daher auch das Akronym ASP-Assoziation.
Die Erstbeschreibung der Erkrankung erfolgte im Jahre 1926 durch den US-amerikanischen Chirurgen R. L. J. Kennedy, der Symptomentrias (Triade) 1981 durch den US-amerikanischen Kinderradiologen G. Currarino.
Möglicherweise ist die Erkrankung mit der Familiären kaudalen Dysgenesie verwandt.

## Verbreitung
Die Vererbung erfolgt autosomal-dominant.
Die Häufigkeit wird mit 1–9 / 100 000 angegeben.
Gut ein Drittel der Patienten weist ausgeprägte Beeinträchtigungen auf, bei einem weiteren Drittel finden sich Auffälligkeiten im Röntgenbild, 4 % sind symptomlos. Frauen sind häufiger betroffen.
Die Erkrankung manifestiert sich häufig bereits unmittelbar nach der Geburt.

## Ursache
Die Ätiologie liegt in einer fehlerhaften Trennung zwischen Neuroektoderm und Entoderm.
Die Erkrankung ist heterogen, etwa 30 % treten sporadisch auf, Mutationen können nicht immer nachgewiesen werden.
Der Erkrankung liegen häufig Mutationen im MNX1-Gen im Chromosom 7 am Genort q36.3 zugrunde.

## Klinische Erscheinungen
Klinische Kriterien sind:
- Anorektale Anomalien (Stenose, Atresie oder Fistel)
- Sakrum mit knöchernen Defekten
- Präsakrale Raumforderung wie ventrale Meningozele, Teratome

In der Regel liegt eine partielle Agenesie des Steißbeines mit einer ventral gelegenen Raumforderung vor, der erste Sakralwirbel ist nicht betroffen.
Bei der Raumforderung kann es sich um eine ventrale Meningozele,  eine Enterale Zyste oder um ein Teratom handeln.

## Diagnose
Die Diagnose kann im Säuglingsalter mittels Sonographie ergänzt um Röntgenaufnahmen und Kernspintomographie gestellt werden. Im Röntgenbild ähnelt das (Rest)Sakrum einer Sichel und wird daher auch als „Scimitar-Zeichen“ benannt.
Bei über der Hälfte der betroffenen Patienten liegt eine verborgene spinale Dysraphie vor, so dass gegebenenfalls Untersuchungen in Richtung Tethered cord erfolgen sollten.
Bei allen Patienten mit chronischer Obstipation muss auch an dieses Syndrom gedacht werden.
Bei geringerer Ausprägung der Veränderungen erfolgt die Diagnose mitunter erst im Erwachsenenalter.

## Therapie
Die Behandlung einer Analatresie erfolgt bereits unmittelbar nach der Geburt.
Der Zeitpunkt für eine operative Resektion der Raumforderung hängt von deren Größe und Art ab.